# Tocov

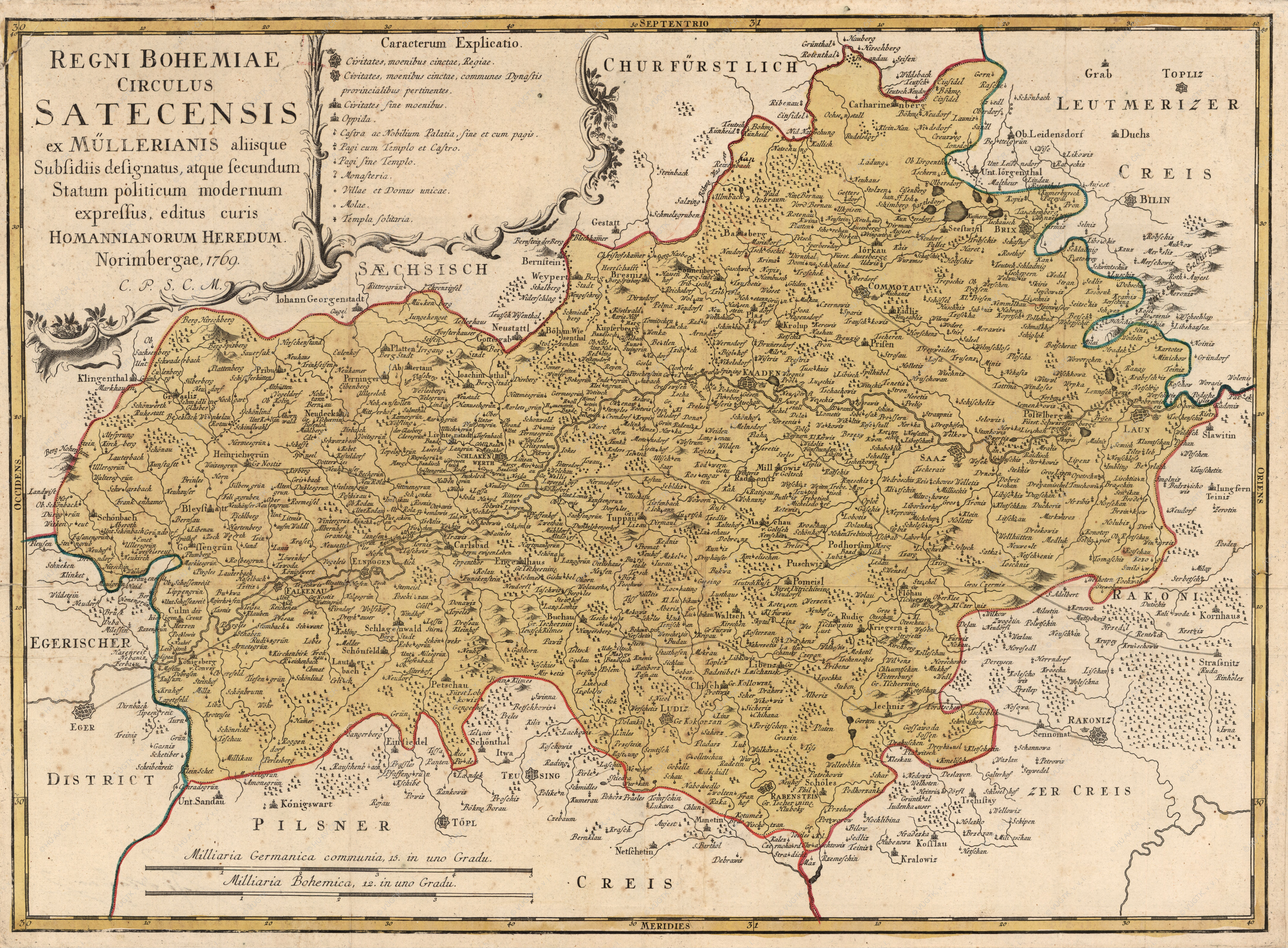
Tozau auf der Karte des Saazer Kreises von 1769

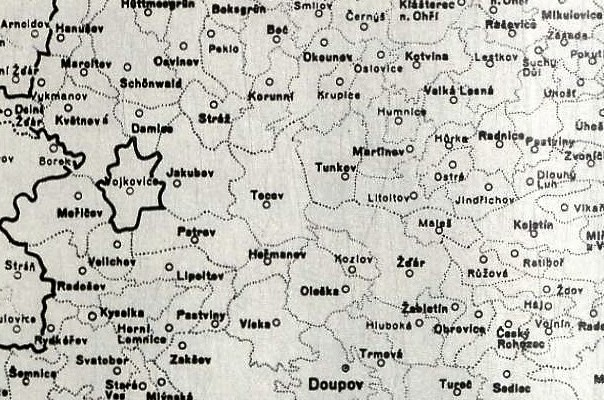
Ausschnitt aus einer tschechischen Verwaltungskarte Stand 1654

Tocov (deutsch Totzau) ist eine Wüstung auf dem Truppenübungsplatz Hradiště im Okres Karlovy Vary, Tschechien. Sie liegt vier Kilometer südöstlich von Stráž nad Ohří im Duppauer Gebirge.

## Geographie
Tocov befindet sich auf einer Höhe von 590 m. n.m. im Tal des Petrovský potok (Totzauer Bach). Nördlich erhebt sich die Velká Jehličná (Hengberg, 828 m. n.m.), im Nordosten die Malá Jehličná (727 m. n.m.), südöstlich der Strážný vrch (726 m. n.m.), im Süden der Nad Kyselkou (639 m. n.m.) sowie nordwestlich der Jakubovský vrch (Hemberg, 799 m. n.m.). Etwas abgelegen vom ansonsten entlang des Totzauer Bachs über 1800 Meter west-östlich lang gezogenen, aber kaum 200 Meter breiten Dorfes lagen die Einödhöfe Schmidhäusl (1400 Meter südöstlich) und Krottershof (900 Meter nordöstlich), mit den höchsten Hausnummern 109 und 110.
Umliegende Ortschaften waren Hora (Horn), Telcov (Töltsch) und Tunkov (Tunkau) im Nordosten, Litoltov (Liesen) im Osten, Třídomí (Dreihäuser), Kozlov (Koslau) und Oleška (Olleschau) im Südosten, Heřmanov (Hermersdorf) im Süden, Petrov (Petersdorf) im Südwesten sowie Jakubov (Jokes) im Westen.

## Geschichte
Ältestes Gebäude des Dorfes war die Pfarrkirche Mariä Heimsuchung, die auf das Jahr 1261 zurückgeht. Die erste urkundliche Erwähnung erfolgte 1369. Das Dorf wechselte mehrfach den Besitz zwischen dem Saatzer Kreis und dem Elbogener Kreis, bis es 1850 selbstständig wurde. Die Gemeinde hatte eine Katasterfläche von 10,22 km².
Nach der Aufhebung der Patrimonialherrschaften bildete Totzau / Tocava ab 1849 eine Gemeinde im Gerichtsbezirk Duppau. 1868 wurde die Gemeinde dem neuen  Bezirk Kaaden zugeordnet. Nach dem Ersten Weltkrieg zerfiel der Vielvölkerstaat Österreich-Ungarn, die Gemeinde wurde 1918 Teil der neu gebildeten Tschechoslowakischen Republik. Bei der Volkszählung im Jahr 1921 lebten hier 577 Einwohner (darunter 289 Männer) deutscher Abstammung. Laut der Volkszählung von 1930 hatte das Dorf 561 Einwohner – neben einem Tschechoslowaken ausschließlich Deutsche. Die Bevölkerung war fast ausschließlich römisch-katholisch. Nach dem Münchner Abkommen wurde die Gemeinde 1938 dem Großdeutschen Reich zugeschlagen und gehörte bis 1945 zum Landkreis Kaaden.
Kurz nach dem Ende des Zweiten Weltkrieges 1945 wurden 31 deutsche Bewohner des Ortes erschossen, nachdem bei einer Durchsuchungsaktion der tschechischen Polizei ein Polizist zu Tode kam. Der „total betrunkene Leutnant Svoboda verkündete, daß das Standrecht über Totzau verhängt sei“ und der Bezirkskommissar Schattra „verlangte 20 Opfer und suchte sie selber aus“, erinnert sich eine Überlebende. Die weiteren Toten verteilen sich auf das Forsthaus, in dem der Polizist erschossen wurde, und einen Bauernhof in der Einöde Kottershof. Das Dorf selbst verschwand 1953 aufgrund der Einrichtung des Truppenübungsplatz Hradiště. Wie Ermittlungen aus dem Jahr 1999 ergaben, war das „Massaker unter der deutschstämmigen Bevölkerung“ aufgrund des Gesetzes 115 von Mai 1946 eine „gerechte Vergeltung“.
Entwicklung der Einwohnerzahl: